# ジョン・マクミラン
ジョン・マクミラン（John McMillan, 1951年1月22日 - 2007年3月13日）は、ニュージーランドの経済学者。

## 来歴
クライストチャーチ出身。
ゲーム理論の世界的な経済学者であり、市場メカニズムの分析とメカニズムデザインを主な研究対象とした。1980年代には中国の国営企業の分析と新興経済国の政策分析を研究対象とした。
経済学者のプレストン・マカフィーとは20年来の研究仲間でありミクロ経済学分析を用いたオークション理論を発展させ自由市場経済の制度設計を展開した。スタンフォード大学在職中の2007年に癌で死去。

### 学歴
- 1967年 クライストカレッジ卒業
- 1971年 カンタベリー大学卒業、数学と経済学を専攻、同大学院進学
- 1973年 同大学院修士課程修了、経済学修士号（M.Com）を取得
- 1978年 オーストラリアニューサウスウェールズ大学でPh.D.（博士号）を取得

### 研究歴
- 1978年 カナダウェスタンオンタリオ大学助教授、准教授
- 1987年 アメリカ合衆国カリフォルニア大学サンディエゴ校教授
- 1999年 スタンフォード大学経営大学院教授

## 著作

### 単著
- Game Theory in International Economics, (Harwood Academic Publishers, 1986).
- Games, Strategies and Managers, (Oxford University Press, 1992).

伊藤秀史・林田修訳『経営戦略のゲーム理論――交渉・契約・入札の戦略分析』（有斐閣, 1995年）
- Reinventing the Bazaar: A Natural History of Markets, (W.W. Norton, 2002).

瀧澤弘和・木村友二訳『市場を創る――バザールからネット取引まで』（NTT出版, 2007年）
瀧澤弘和・木村友二訳『新版　市場を創る――バザールからネット取引まで』（慶應義塾大学出版会，2021年）

### 共著
- Australia's Constitution: Time for Change?, with Gareth Evans and Haddon Storey, (G. Allen & Unwin Australia, 1983).
- Incentives in Government Contracting, with R. Preston McAfee, (University of Toronto Press, 1988).
- Property Rights, Finance, and Entrepreneurship, with Simon Johnson and Christopher Woodruff, (CESifo, 1999).

### 共編著
- Reforming Asian Socialism: the Growth of Market Institutions, co-edited with Barry Naughton, (University of Michigan Press, 1996).